# FC Pfeil Lauenburg
Der FC Pfeil 1919 Lauenburg war ein deutscher Fußballverein aus dem im heutigen Polen gelegenen Lauenburg in Pommern.

## Geschichte
Der Verein wurde 1919 gegründet und spielte unter dem Baltischen Rasen- und Wintersport-Verband in der Bezirksliga Stolp/Lauenburg des Bezirkes Pommern, später des Bezirkes Grenzmark. Dort konnte Pfeil Lauenburg keine überregionalen Erfolge erringen, die Lokalrivale SV Sturm Lauenburg, sowie der Vereine aus Stolp waren qualitativ stärker. Durch den vierten Platz in der Bezirksliga Stolp/Lauenburg in der Saison 1932/33 verpasste Lauenburg den Sprung in die 1933 neu geschaffene Gauliga Pommern und spielte fortan zweitklassig. Zur Saison 1935/36 gelang der Aufstieg in die erstklassige Gauliga. Durch einen sechsten Platz in der Gruppe Süd entging Lauenburg knapp dem sofortigen Wiederabstieg. In den kommenden Spielzeiten konnte sich Pfeil Lauenburg in der Gauliga halten und erreichte hintere Mittelfeldplätze, immer knapp vor den Abstiegsplätzen. Durch den vorletzten Platz der Gruppe Ost in der Saison 1939/40 musste Pfeil Lauenburg jedoch, zusammen mit dem Ortsrivalen Sturm Lauenburg, in die zweitklassige Bezirksliga absteigen. Ein Wiederaufstieg gelang bis zum Ende der Gauliga nicht mehr.
Nach dem Zweiten Weltkrieg wurde das zum Deutschen Reich gehörende Lauenburg unter polnische Verwaltung gestellt. Der FC Pfeil Lauenburg wurde – wie alle übrigen deutschen Vereine und Einrichtungen – zwangsaufgelöst.

## Erfolge
- 5 Spielzeiten in der Gauliga Pommern: 1935/36, 1936/37, 1937/38, 1938/39, 1939/40